# Bjarne Thomassen
Bjarne Thomassen (ur. ok. 1964) – norweski biathlonista. W Pucharze Świata zadebiutował 8 marca 1984 roku w Oslo, gdzie zajął 37. miejsce w sprincie. Pierwsze pucharowe punkty (do sezonu 1997/1998 punktowało tylko 25. najlepszych zawodników) zdobył 16 stycznia 1986 roku w Anterselvie, zajmując 18. miejsce w biegu indywidualnym. Nigdy nie stanął na podium zawodów indywidualnych, jednak kilkukrotnie dokonał tego w zawodach drużynowych, w tym 7 marca 1986 roku w Lahti wspólnie z Gisle Fenne, Eirikiem Kvalfossem i Geirem Einangiem zajął drugie miejsce w sztafecie. Najlepsze wyniki osiągnął w sezonie 1985/1986, kiedy zajął 30. miejsce w klasyfikacji generalnej. W 1987 roku wystartował na mistrzostwach świata w Lake Placid, zajmując czwarte miejsce w sztafecie. Nigdy nie brał udziału w igrzyskach olimpijskich. Zdobył za to brązowy medal w sztafecie podczas MŚJ w Anterselvie w 1983 roku.

## Osiągnięcia

### Mistrzostwa świata
| Rok  | Miejscowość | Konkurencje | Konkurencje | Konkurencje | Konkurencje | Konkurencje | Konkurencje | Konkurencje |
| Rok  | Miejscowość | IN          | SP          | PU          | MS          | RL          | MR          | SR          |
| ---- | ----------- | ----------- | ----------- | ----------- | ----------- | ----------- | ----------- | ----------- |
| 1987 | Lake Placid | –           | –           | nd.         | nd.         | 4.          | nd.         | –           |

### Puchar Świata

#### Miejsca w klasyfikacji generalnej
| Sezon     | Miejsce |
| --------- | ------- |
| 1983/1984 | -       |
| 1984/1985 | -       |
| 1985/1986 | 30.     |
| 1986/1987 | 63.     |

#### Miejsca na podium chronologicznie
Thomassen nigdy nie stanął na podium zawodów PŚ.